# Levi Risamasu
Levi Risamasu est un footballeur néerlandais né le 23 novembre 1982 à Nieuwerkerk aan den IJssel aux Pays-Bas.